# Nina Alibalić
Nina Alibalić (* 10. Dezember 1998) ist eine kroatisch-australische Tennisspielerin.

## Karriere
Alibalić begann im Alter von fünf Jahren mit dem Tennissport. Sie spielt hauptsächlich Turniere auf der ITF Women’s World Tennis Tour, wo sie bislang drei Titel im Einzel gewonnen hat.
2016 erreichte sie bei den mit 25.000 US-Dollar dotierten Lenzerheide Open mit Siegen über Karin Kennel, Laura Pous Tió und Elyne Boeykens das Halbfinale, wo sie dann Dalila Jakupović knapp in drei Sätzen unterlag.
2018 spielte Alibalić in der 2. Tennis-Bundesliga für den TSC Mainz
2019 wurde Alibalić Hessenmeisterin der Damen.

## Turniersiege

### Einzel
| Nr. | Datum              | Turnier | Kategorie   | Belag | Finalgegnerin        | Ergebnis       |
| --- | ------------------ | ------- | ----------- | ----- | -------------------- | -------------- |
| 1.  | 16. November 2014  | Antalya | ITF $10.000 | Sand  | Kristína Schmiedlová | 6:3, 6:0       |
| 2.  | 20. September 2015 | Brčko   | ITF $10.000 | Sand  | Nina Potočnik        | 6:4, 4:6, 7:63 |
| 3.  | 9. April 2017      | Iraklio | ITF $15.000 | Sand  | Nastja Kolar         | 6:1, 6:3       |